# Villa Skoga, Norrköping

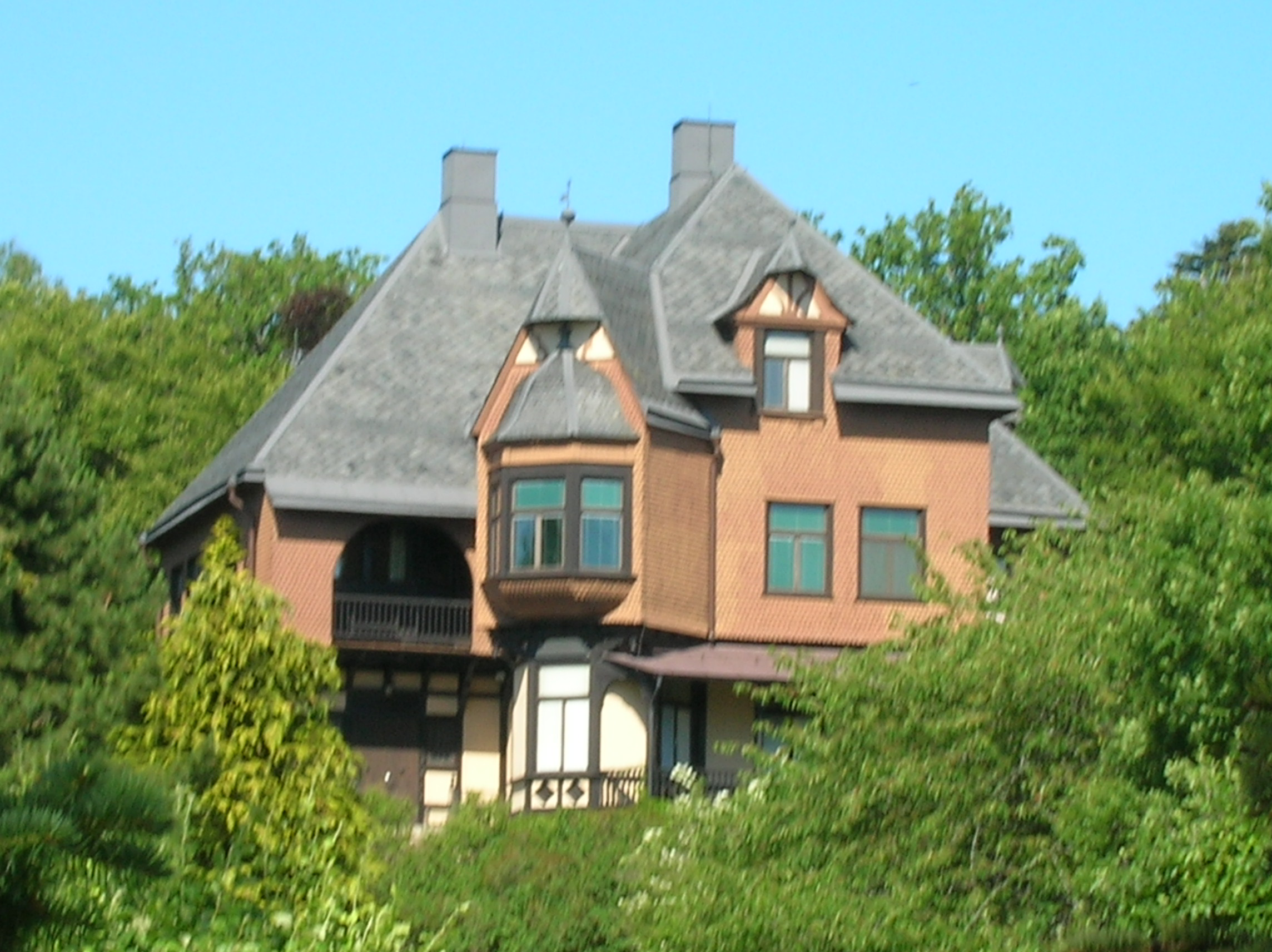
Villa Skoga 2005

Villa Skoga är en byggnad uppförd 1891-92 i en fornnordiskt inspirerad arkitektur efter ritningar av arkitekten Agi Lindegren. 
Huset är i fyra våningar med fasader av natursten, korsvirke och fjällpanel samt rik träarkitektur med altaner, burspråk och dekorerade takkupor. 
Carl Swartz lät bygga Skoga inspirerad av Norrvikens trädgårdar där trädgårdsarkitekten Rudolf Abelin 1888 startade sin verksamhet.
Parken och trädgården runt Skoga bevarar fortfarande mycket av genuin sekelskifteskaraktär.
Fastigheten ägs av en stiftelse vilken förvaltas av släkten Stiernstedt.  
Skoga blev byggnadsminne 1991 